# Medard
Medard je moško osebno ime.

## Izvor imena
Ime Medard izhaja iz Francije, kjer je Médard knjižna oblika za svetega Medardusa, škofa v Noyonu severozahodno od Pariza, ki je umrl leta 560. Ime Medardus razlagajo kot latinizirano obliko germanskega imena Maht-hard, ki je zloženo iz starovisokonemških besed maht v pomenu »moč« in hart »močen, trd«.

## Različice imena
- moške različice imena: Medardo, Medi, Medo
- ženski različici imena: Meda, Medarda

## Tujejezikovne različice imena
- pri Italijanih, Špancih: Medardo
- pri Čehih: Medard

## Pogostost imena
Po podatkih Statističnega urada Republike Slovenije je bilo na dan 31. decembra 2007 v Sloveniji število moških oseb z imenom Medard: 31.

## Osebni praznik
V koledarju je ime  zapisano 8. junija (Medard, škof, † 8. jun. 560).

## Zanimivosti
Sv. Medard, ki goduje 8. junija velja predvsem za zavetnika kmetov, kar dokazuje tudi nekaj vremenskih pregovorov:
- Ako na svetega Medarda dan dežuje, štirideset dni dež še naletuje.
- Če na svetega Medarda dan deži, se grozdje do brente kazi.
- Kakršen je dan svetega Medarda, takšnih dni je še cela garda.
- Kakor na Medarda kane štirideset dni ostane.